# Madalena Miranda
Madalena Miranda (Lisboa, 1976), é uma realizadora e investigadora portuguesa.

## Biografia
Madalena Miranda nasceu na capital portuguesa em 1976. 
Estudou na Faculdade de Ciências Sociais e Humanas da Universidade Nova de Lisboa, onde se licenciou em Comunicação Social (audiovisual e cinema).  Mais tarde, em 2004. estuda realização de Documentário,  nos Ateliers Varan, através do Programa de Criatividade e Criação Artística da Fundação Calouste Gulbenkian, realizando neste altura o documentário Estrela da Tarde. 
Estreia-se no cinema com o documentário Um Olho para Ver, o Outro para Sentir,  co-realizado com Miguel Coelho, Rita Forjaz e Susana Moreira Marques.   Realiza o seu primeiro trabalho de ficção em 2002, intitulado Naquele Bairro.
Enquanto membro da AporDoc (Associação Portuguesa pelo Documentário), fez parte da equipa que criou o PANORAMA - Mostra de Documentário Português. 
Paralelamente, entre 2018 e 2019, faz parte da equipa de pesquisa e edição do projecto African-European Narratives, financiado pela Comunidade Europeia, em parceria com a UNESCO, a AFROPEAN e a Buala, entre outros.  Em 2024, começa a trabalha como professora auxiliar e investigadora no IADE, onde integra a equipa do MadX.Lab UNIDCOM IADE. 

## Prémios
Foi distinguida com os prémios: 
- 2005 - Barbara Aronofsky Latham Memorial Award for Exceptional Emerging Video Artist, no CinemaTexas International Short Film Festival, Estados Unidos
- 2005 - Prémio do Público, para  Melhor Curta Metragem, no Festival Cinema da Covilhã

## Filmografia Seleccionada
Entre a sua filmografia encontram-se: 
- 2001 - Um Olho para Ver, o Outro para Sentir, documentário co-realizado com Miguel Coelho, Rita Forjaz, Susana Moreira Marques [4]

- 2002 - Naquele Bairro, curta-metragem [10]
- 2004 - Estrela da Tarde, documentário [11][12]
- 2005 - Na pele do Urso, making of da ópera
- 2006 - Espaço de Ensaio
- 2008 - Diário de Turma [13]
- 2009 - Livros Viajantes, documentário sobre as bibliotecas itinerantes da Fundação Calouste Gulbenkian, em Portugal [14][15]

Realizou também, em 2001, a série documental Inter-Europa para a RTP, que acompanhava o dia-a-dia de jovens inseridos nos programas de intercâmbio da comunidade europeia. 